# David Byrne
David Byrne (* 14. května 1952, Dumbarton, Skotsko) je skotsko-americký hudebník, multiinstrumentalista a herec působící výhradně ve Spojených státech. Byl členem skupiny Talking Heads (1975–1991). Roku 1988 založil vydavatelství Luaka Bop. V roce 1996 hrál na albu Walking on Locusts (rovněž je spoluautorem písně „Crazy Egypt“) velšského hudebníka Johna Calea, s nímž vystupoval již v sedmdesátých letech. V roce 2012 vydal ve spolupráci se zpěvačkou St. Vincent desku Love This Giant. Roku 2016 se podílel na písni „Snoopies“ z alba And the Anonymous Nobody skupiny De La Soul. Je držitelem ocenění Grammy, Oscar a Zlatý glóbus. V roce 2002 byl uveden do Rock and Roll Hall of Fame jako člen Talking Heads. V roce 2010 byl oceněn newyorským kulturním zařízením The Kitchen.

## Sólová diskografie
- Rei Momo (1989)
- Uh-Oh (1992)
- David Byrne (1994)
- Feelings (1997)
- Look into the Eyeball (2001)
- Grown Backwards (2004)
- American Utopia (2018)